# Rypticus
Rypticus – rodzaj ryb okoniokształtnych z rodziny strzępielowatych.

## Klasyfikacja
Gatunki zaliczane do tego rodzaju:

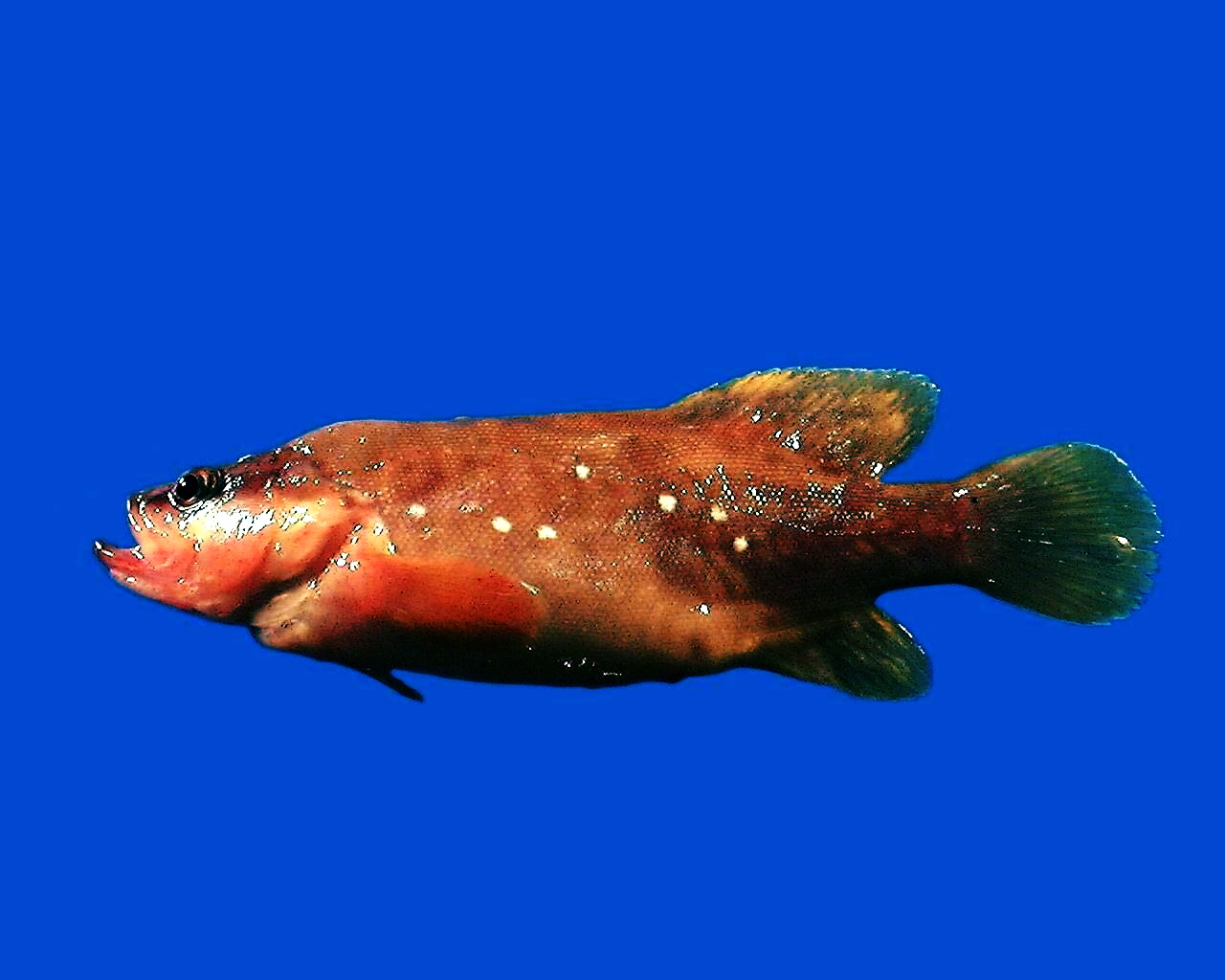
Rypticus bicolor
- Rypticus bistrispinus
- Rypticus bornoi
- Rypticus carpenteri
- Rypticus courtenayi
- Rypticus maculatus
- Rypticus nigripinnis
- Rypticus randalli
- Rypticus saponaceus
- Rypticus subbifrenatus

- Rypticus maculatus